# Groove High
Groove High ist eine Musik-Jugendserie europäischer Koproduktion mit Realfilm- und Zeichentrickszenen. Sie folgt zwei Rockmusikern in einer Musik-Highschool. Besonders ist, dass diese in Fassungen verschiedener Länder nicht bloß synchronisiert, sondern in den Realfilmszenen durch andere Schauspieler dargestellt werden.

## Produktion
Groove High, die auf ein Publikum von Kindern im Alter von 7–12 abzielt, stammt von dem französischen Animationsstudio Planet Nemo in Koproduktion mit dem irischen Unternehmen Telegael Teoranta und dem belgischen Nexus Factory. In der englischsprachigen internationalen Version spielen Jonathan Bailey und Samantha Barks. Für diese wurde im April 2010 das Voiceover der Zeichentrickszenen aufgenommen und vom August 2010 bis zum Oktober 2011 die Realfilmszenen gedreht. Am 31. Oktober 2012 wurden die Ausstrahlungsrechte durch Disney Channel unter anderen für Frankreich, Italien, das Vereinigte Königreich und Australien, Nickelodeon für Deutschland, den Benelux-Ländern und Skandinavien und weiteren Fernsehsendern anderer Länder gekauft. In Großbritannien hatte die Serie Premiere am 10. November 2012.
Die deutsche Produktionsfirma Wunderwerk produzierte für Nickelodeon eigene Fassungen der Realfilmszenen mit anderen Schauspielern für Deutschland und die Niederlande je unter der Regie von Erik Polls, und für Schweden unter  Klas Karterud. In Deutschland erschien die Serie ab dem 7. Oktober 2013.

## Besetzung
| Figur     | Französisch     | Englisch        | Deutsch         | Niederländisch | Schwedisch    |
| --------- | --------------- | --------------- | --------------- | -------------- | ------------- |
| Zoe Myers | Alice Gingembre | Samantha Barks  | Luisa Wietzorek | Emilie Pos     | Happy Jankell |
| Tom Mason | Florian Frin    | Jonathan Bailey | Robert Köhler   | Alex Hendrickx | Tom Ljungman  |

| Rolle  | Englische Sprecher | Deutsche Sprecher         |
| ------ | ------------------ | ------------------------- |
| Coco   | Beth Chalmers      | Friedel Morgenstern       |
| Duke   | Rupert Degas       | Constantin von Jascheroff |
| Baz    | Rasmus Hardiker    |                           |
| Vic    | Rebekah Staton     | Yvonne Greitzke           |
| Sascha |                    | Rubina Nath               |

## Handlung
Zoe Myer und Tom Mason sind in der Gegenwart Poprock-Musiker auf Tour. Sie sind beste Freunde, aber beide heimlich ineinander verliebt. Jede Episode beginnt als Realfilm mit Szenen im Backstagebereich, bevor sie einen Auftritt haben. Dort erinnern sie sich an Ereignisse während ihrer Zeit an der Groove High für darstellende Künste; diese werden in Zeichentrick dargestellt. Die Sequenzen werden immer wieder durch die Realfilmebene unterbrochen, in der die beiden die erzählte Geschichte kommentieren oder korrigieren, wie es tatsächlich ablief.

## Episodenliste
| Nr. | englischer Titel              | Ausstrahlung UK Disney Channel | deutscher Titel                   | Ausstrahlung D Nickelodeon |
| --- | ----------------------------- | ------------------------------ | --------------------------------- | -------------------------- |
| 1   | Last Tango at A-List          | 10. Nov. 2012                  | Der letzte Tango an der A-List    | 7. Okt. 2013               |
| 2   | The Inside Man                | 11. Nov. 2012                  | Stiehl mir das Lied von Tom       | 8. Okt. 2013               |
| 3   | He’s Gotta Have It            | 17. Nov. 2012                  | Jäger der neuen Gitarre           | 9. Okt. 2013               |
| 4   | The Boy in the Plastic Bubble | 18. Nov. 2012                  | Der Schutzballneurotiker          | 10. Okt. 2013              |
| 5   | The Fan                       | 24. Nov. 2012                  | Der Fan                           | 11. Okt. 2013              |
| 6   | Not Quite the Sound of Music  | 25. Nov. 2012                  | Kindergarten-Pop                  | 14. Okt. 2013              |
| 7   | Single White Guitarist        | 5. Jan. 2013                   | Ein Gitarrist kommt selten allein | 15. Okt. 2013              |
| 8   | Reality Bites                 | 6. Jan. 2013                   | Reality Bites – Voll das Leben    | 16. Okt. 2013              |
| 9   | Zoe Dynamite                  | 12. Jan. 2013                  | Zoe Dynamite                      | 17. Okt. 2013              |
| 10  | A Little Fight Music          | 13. Jan. 2013                  | Wenn der Eismann zweimal klingelt | 18. Okt. 2013              |
| 11  | Big Night at Groove High      | 19. Jan. 2013                  |                                   | 21. Okt. 2013              |
| 12  | There’s Something about Rusty | 20. Jan. 2013                  |                                   | 22. Okt. 2013              |
| 13  | A Fright at the Opera         | 26. Jan. 2013                  |                                   | 23. Okt. 2013              |
| 14  | Slightly Ballroom             | 2. Feb. 2013                   | Darf ich bitten?                  | 11. Nov. 2013              |
| 15  | Mr and Mrs Doubtfire          | 27. Jan. 2013                  | Mr. und Mrs. Doubtfire            | 12. Nov. 2013              |
| 16  | The Secret Gardener           | 9. Feb. 2013                   | Der ewige Gärtner                 | 13. Nov. 2013              |
| 17  | Trading Places                | 2. Dez. 2013                   | Wie ausgewechselt                 | 14. Nov. 2013              |
| 18  | The Lie Who Loved Me          | 8. Dez. 2012                   | Die Schmerzritter                 | 15. Nov. 2013              |
| 19  | Hatman Begins                 | 9. Dez. 2012                   | Wie alles begann                  | 18. Nov. 2013              |
| 20  | Groovily Ever After           | 1. Dez. 2012                   | Küss mich, Bäumchen!              | 19. Nov. 2013              |
| 21  | School of Lock                | 15. Dez. 2012                  | Hasch mich, ich bin der Dieb!     | 20. Nov. 2013              |
| 22  | My Cousin Tommy               | 16. Feb. 2013                  | Mein Vetter Tommy                 | 21. Nov. 2013              |
| 23  | Text, Lies and Videogames     | 16. Dez. 2012                  | SMS, Lügen und Videospiele        | 22. Nov. 2013              |
| 24  | Jump Up the Volume            | 23. Feb. 2013                  | Pretty in Pink                    | 25. Nov. 2013              |
| 25  | A Christmess Carol            | 2. März 2013                   | Die Geister, die ich rief         | 26. Nov. 2013              |
| 26  | Duet the Right Thing          | 9. März 2013                   | Der Marathon-Mann                 | 27. Nov. 2013              |